# Liesel Westermann
Liesel Westermann (Sulingen, 2 november 1944) is een atleet uit Duitsland.
Op de Europese kampioenschappen in 1966 en 1971 won Westermann een zilveren medaille bij het discuswerpen.
Ook werd ze nationaal kampioene van West-Duitsland in de perioden 1966–1970 en 1972–1976. In 1969 werd ze ook nationaal kampioene kogelstoten. In 1964 behaalde ze ook een nationale titel op de 4x100 meter indoor.
Op de Olympische Zomerspelen van Mexico in 1968 behaalde Westermann voor West-Duitsland een zilveren medaille op het onderdeel discuswerpen.
Ook op de Olympische Zomerspelen van München in 1972 nam Westermann deel aan het onderdeel discuswerpen, toen eindigde ze als vijfde.
In haar carrière had Westermann viermaal een wereldrecord in handen.
- Gemeinsame Normdatei: 118631896
- MusicBrainz: f051ea7b-e094-4458-a697-925f61ce2cc2
- Virtual International Authority File: 50018728
- WorldCat: E39PBJgd7Qm8ghfbXMWx3fBHG3